# Ancylandrena atoposoma
Ancylandrena atoposoma är en biart som först beskrevs av Cockerell 1934.  Ancylandrena atoposoma ingår i släktet Ancylandrena och familjen grävbin. Inga underarter finns listade i Catalogue of Life.